# Guerre civile du Sri Lanka
Guerre civile du Sri Lanka
Batailles
- Bataille de Mullaitivu
- Bataille de Mullaitivu-Chalai
- Bataille au large de Mullaitivu
- Première bataille au large de Jaffna
- Bataille de Pesalai-Thalaimannar
- Bataille du lagon de Kalpitya
- Bataille au large de Pulmoddai
- Combat de Colombo
- Opération Ellalan
- Seconde bataille au large de Jaffna
- Bataille de Kilinochchi

La guerre civile du Sri Lanka opposa, officiellement de 1983 à 2009, le gouvernement du Sri Lanka dominé par la majorité cinghalaise bouddhiste, et les Tigres de libération de l'Îlam tamoul (LTTE), organisation séparatiste luttant pour la création du Tamil Eelam, un État indépendant dans l'Est et le Nord du pays, majoritairement peuplé de Tamouls (les Tamouls sri lankais). Le conflit fait 80 000 à 100 000 morts entre 1972 et 2009 selon l'ONU.

## Contexte historique

### Antiquité
Cette période de l'histoire est hautement sensible au Sri Lanka : les Tamouls ont toujours clamé leur présence historique sur l'île, alors que les Cingalais annoncent avoir été présents avant les Tamouls. Chacun s'entre-accuse d'avoir été envahi par l'autre, mais aucune preuve historique actuelle ne donne raison à un groupe. D'un coté la proximité géographique avec le continent (notamment avec l'existence du Pont d'Adam) permet aux tamouls d'affirmer avoir été les premiers en contact avec l'île, de l'autre les cinghalais avancent avoir les premières traces et donc preuves écrites avec les premiers écrits historiques relatant l'arrivée sur l'île du premier roi cingalais, le Prince Vijaya, en -543, qui sont retranscrites dans 4 chroniques écrites en pali : le Mahavamsa, le Dipavamsa, le Culavamsa et le Rajaveliya. Ces livres racontent l'histoire du pays de façon mystique, et sont liés à la religion bouddhiste theravada, ce qui est un point sensible de discorde sachant que les Tamouls sont majoritairement hindouistes et que l'hindouisme mentionne l'île de Lanka dans ses écrits avant même l'apparition du bouddhisme.
Les 2 points de discordes sont :
- Le Prince Vijaya a envahi l'ile en -543, en massacrant et colonisant le peuple indigène. Les Tamouls annoncent être ce peuple victime, alors que les Cingalais s'en tiennent à ce qu'il y a écrit dans le Mahavamsa : Vijaya a tué et expulsé les esprits yakshas de l'île ;
- Selon les Cingalais, les Tamouls du Sri Lanka sont arrivés sur l'île pendant les invasions de la dynastie Chola dans les années 100 av. J.-C.. À cela, les Tamouls répondent qu'ils sont les descendants du peuple Naga qui vivait sur l'île bien avant l'arrivée de Vijaya et des descendants issue des premières invasions Chola de l'île et qu'ils étaient présents au Sri Lanka depuis bien longtemps.

### Moyen Âge
Ceylan était partagé par plusieurs royaumes locaux, les rois cingalais vivront un âge d'or avec les royaumes d'Anuradhapura et de Polonnaruwa. Quelques guerres entre les Cingalais et les Tamouls auront lieu, comme les fameuses batailles du roi tamoul Ellalan contre le prince cingalais Dutugemunu. Des rois tamouls dirigeront par intermittence les royaumes cingalais entre 100 et 70 av. J.-C., ou encore entre l'an 436 à 459 apr. J.-C..
Toute la période qui a suivi le royaume de Polonnaruwa entre 1220 et 1600, est un long déclin pour les Cingalais. Les royaumes de Dambadeniya, Kurunegala et Gampola contrastent fortement avec celui Polonnaruwa en l'absence de vestiges structurels, hormis les deux temples de Lankatilaka et de Gadaladeniya. Même le temple de la Dent érigé par Parakramabahu V dans ses premières années a dû être reconstruit avant la fin de son règne. Cela contraste avec le royaume de Jaffna, qui gagne en puissance vers la fin du XIVe siècle. Le déclin de la monarchie cingalaise est enrayé par le premier roi de Kotte, Parakramabahu VI.

### Période coloniale
Le royaume cingalais de Kotte s'était allié au royaume du Portugal. Ensemble, ils mettront fin au royaume de Jaffna en 1624. Dès lors, les territoires tamouls ont successivement fait partie des colonies du Ceylan portugais, du Ceylan néerlandais et du Ceylan britannique.
Les Tamouls ont bénéficié d'un traitement préférentiel de la part des Britanniques pendant le Ceylan britannique entre 1796 et 1948. Avant l'indépendance, il y avait davantage d'écoles construites par des missionnaires à Jaffna (principale ville majoritairement tamoule) que dans le reste du pays. En conséquence, le nombre de Sri lankais tamouls était bien plus élevé dans le service public, les postes de médecins et d'avocats, que leur représentation dans la société après l'indépendance. Les nationalistes cinghalais y ont vu la preuve d'un favoritisme colonial. Plusieurs historiens considèrent que le conflit entre Cinghalais et Tamouls a pour origine une politique visant à « diviser pour régner » sous le Ceylan britannique.

## Contexte politique

### Les Tamouls d'origine indienne
Une petite partie des Tamouls du Centre de l'île est issue des ouvriers travaillant dans les plantations britanniques qui ont émigré du Sud de l'Inde, à l'initiative des colons au XIXe siècle. Ces Tamouls indiens (encore fréquemment nommés ainsi au Sri Lanka), continuent à travailler dans les plantations de thé, dans des conditions de vie précaires. Bien que parlant la même langue, ils sont considérés comme une communauté distincte des Tamouls sri-lankais du Nord et de l'Est du pays. Ainsi une grande partie des Tamouls vivant au Sri Lanka est originaire du Sri Lanka. Initialement, ce sont les Tamouls indiens qui ont été la principale cible du nationalisme cinghalais. En 1949, le gouvernement de Don Stephen Senanayake instaure une législation leur retirant la citoyenneté sri-lankaise, faisant ainsi d'eux des apatrides. En conséquence, le poids des Tamouls dans le corps électoral a diminué, passant de 33 % à 20 %. La majorité cinghalaise au Parlement a donc rendu impossible toute opposition efficace des Tamouls contre les politiques nationalistes les desservant.
Par la suite, les différents gouvernements sri-lankais ont essayé d'expulser les « Tamouls indiens » du pays. En 1964, la Première ministre sri-lankaise Sirimavo Bandaranaike signe un accord avec le Premier ministre indien Lal Bahadur Shastri. Un deuxième accord est signé en 1967 avec Indira Gandhi. Ces accords prévoyaient le rapatriement en Inde de 600 000 Tamouls apatrides en 15 ans, et la naturalisation par le Sri Lanka de 375 000 autres apatrides. La plupart d'entre eux sont cependant restés au Sri Lanka.

### Le nationalisme cinghalais
La colonisation cinghalaise de zones traditionnellement habitées par des Tamouls, au nord, et surtout à l'est du pays, par les gouvernements sri-lankais successifs, a toujours été une source de tension entre les groupes ethniques. L'un des premiers contentieux s'est déroulé en 1947, après la construction du barrage de Gal-Oya dans la région de Batticaloa. Les terres autour du réservoir créé par le barrage auraient dû, selon une loi, être attribuées aux familles tamoules déplacées par sa réalisation. Cependant, le gouvernement de l'époque accorda ces terres cultivables à des colons cinghalais, originaires du Sud de l'île, bouleversant ainsi la composition ethnique de cette région. Traditionnellement habitée par des Tamouls, cette zone devint majoritairement cinghalaise.
En 1956, à la suite de la campagne Sinhala Only menée par le nouveau Premier ministre Solomon Bandaranaike, le gouvernement abandonne l'anglais en tant que langage officiel du Sri Lanka au profit du cinghalais. Tous les postes de fonctionnaires de l'administration gouvernementale ont donc été réservés aux Sri-lankais parlant cinghalais, y compris dans les zones majoritairement peuplées de Tamouls. Le Federal Party of Sri Lanka, un parti tamoul, protesta lors de manifestations pacifiques (satyagraha), brisées par des gangs armés cinghalais, sans intervention de la police. Des émeutes éclatèrent à travers le pays, 150 Tamouls furent tués et de nombreux commerces et maisons incendiées. Le gouvernement et des représentants tamouls s'accordèrent en 1957, pour faire du tamoul une langue de travail de l'administration dans les régions habitées par les Tamouls, au nord et à l'est du pays. Sous la pression des nationalistes cinghalais, le gouvernement n'appliqua pas cette mesure.
En 1958, de nouvelles émeutes sont provoquées par des nationalistes cinghalais, après l'installation par le gouvernement de quelques centaines de Tamouls dans une zone cinghalaise. Elles font entre 150 et 200 victimes parmi les Tamouls, et 25 000 d'entre eux émigrent vers le nord, à la suite de nombreux pillages. Ces événements marquèrent une rupture nette entre les communautés tamoule et cinghalaise.
Une série d'incidents et de vexations vont émailler la tension entre Tamouls et Cinghalais au cours des années 1970-1980. En 1970, l'importation de films, livres ou parutions en tamoul venant d'Inde du Sud est interdite, au nom de la politique d'autosuffisance économique. Le parti politique tamoul indien, le Dravida Munnetra Kazhagam, fut également interdit, ainsi que la Tamil Youth League. Ces mesures, en brisant les liens culturels entre Tamouls de l'île et du continent, contrarièrent le mouvement régulier d'étudiants tamouls sri-lankais dans les universités indiennes. Le gouvernement sri-lankais justifia cette politique par son programme d'autosuffisance économique. Dans les années 1970, le gouvernement appliqua une réforme des admissions universitaires, en fonction de quotas sociaux et territoriaux, profitant aux Cinghalais, les Tamouls étant jusque-là mieux représentés proportionnellement parmi les diplômés.
En 1970, le nom du pays (Ceylan jusque-là) est changé en Sri Lanka, un nom cinghalais.

### La progression du séparatisme tamoul

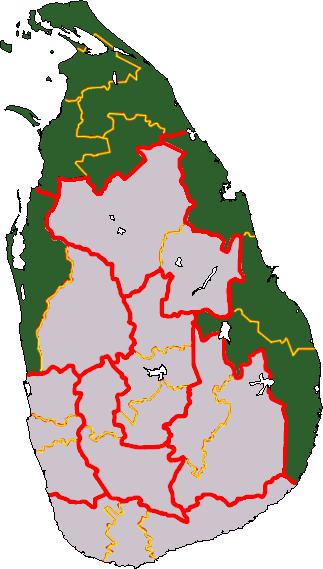
En vert : territoires revendiqués dans le cadre du Tamil Eelam.

Dans un premier temps, dans les premières années de l'indépendance sri-lankaise, les politiques tamouls militaient pour un système fédéral au sein du Parti fédéral, entraînant la suspicion et l'opposition de nombreux Cinghalais. Dans les années 1960, le gouvernement de Sirimavo Bandaranaike nationalisa et laïcisa la plupart des écoles de missionnaires, en changeant la langue d'apprentissage de l'anglais au cinghalais ou au tamoul. En conséquence, les enfants tamouls et cinghalais ont été le plus souvent séparés à l'école.
L'idée d'une nation indépendante, l'Îlam tamoul, a été proposée par le Tamil United Liberation Front (TULF) en 1976. Le TULF, une coalition de partis, s'est présentée aux élections législatives srilankaises de 1977 en revendiquant la création de cet État tamoul indépendant au Sri Lanka. Elle remporta la plus grande part des sièges de la zone tamoule, mais le gouvernement lui interdit d'être représenté au Parlement, en raison de cette position séparatiste.

### La montée de la violence
De nouvelles émeutes éclatèrent en 1977. À Jaffna, depuis plusieurs années, des groupes de militants tamouls avaient sporadiquement agressé des policiers, majoritairement cinghalais, sans que ceux-ci ne puissent les arrêter. Le 13 août 1977, lors de festivités de carnaval, un accrochage opposa de jeunes tamouls et des policiers ayant abusé de leur pouvoir pour racketter des commerçants. Un policier fut tué, ainsi que quatre civils tamouls deux jours plus tard. Le marché de Jaffna fut ensuite incendié par la police et le chef du TULF passé à tabac. À l'annonce de la mort d'un policier cinghalais, des groupes d'étudiants cinghalais montèrent une émeute, s'attaquant aux maisons, commerces et temples tamouls. Ces émeutes s'étendirent à Kandy, Matale, Polonnaruwa. Le Premier ministre Junius Jayewardene, devant le Parlement, accusa le TULF d'être responsable des émeutes. Les émeutes gagnèrent alors Colombo, Panadura et Kalutara. Le 20 août, le gouvernement décréta le couvre-feu et déploya l'armée pour faire cesser les émeutes.
Ces émeutes coutèrent la vie à 300 civils selon les groupes tamouls (100 selon l'enquête officielle), et déplacèrent 25 000 Tamouls dans le pays. Elles dévoilèrent l'implication des extrémistes cinghalais du Sri Lanka Freedom Party et radicalisèrent la jeunesse tamoule, considérant que la stratégie légaliste du TULF était dépassée.
Entre le 31 mai et le 2 juin 1981, à Jaffna, un groupe criminel incendia plusieurs bâtiments d'importance pour la communauté tamoule, dont le marché, les bureaux des députés des circonscriptions locales, du quotidien Tamil Newspaper et de la bibliothèque publique de Jaffna. La destruction de la bibliothèque fut très douloureusement ressentie par la communauté tamoule, avec la disparition de 95 000 volumes, dont des manuscrits anciens uniques. Des témoins rapportèrent la présence de policiers parmi les incendiaires.

## Guerre de l'Eelam I (1983-1987)

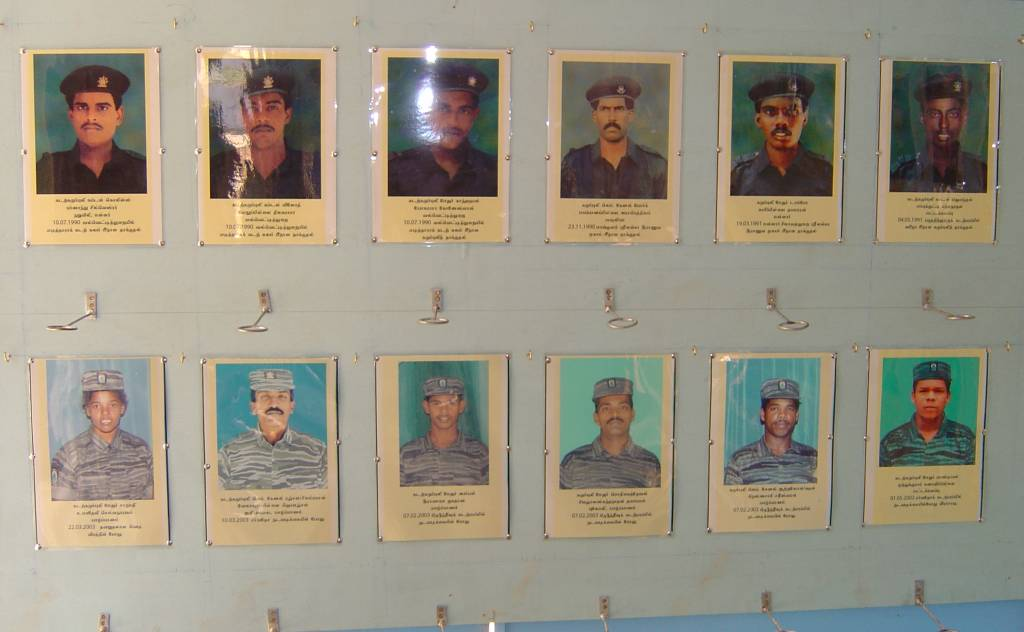
Tableau des Tigres tamouls commémorant (dans une logique de martyr) les membres de leur commando, les Tigres noirs, spécialisés dans les attentats-suicides. Les Tigres tamouls ont été responsables de 75 des 186 attentats-suicides de 1980 à 2001, soit près de la moitié d'entre eux.

Rejetant les politiques gouvernementales, une partie de la jeunesse forme des organisations militantes, dont certaines financées par l'attaque de banques. Les Tigres de libération de l'Eelam tamoul (LTTE), plus communément désignés sous le nom de « Tigres tamouls », deviennent rapidement la plus importante d'entre elles. En réponse, le gouvernement intensifie sa présence militaire au nord du Sri Lanka.

### Le pogrom du juillet noir
Le 23 juillet 1983, une attaque des LTTE contre une unité militaire gouvernementale, à Jaffna, coûte la vie à 13 soldats sri-lankais. L'enterrement, deux jours plus tard, de ces soldats, dans la capitale, Colombo, donne lieu au déclenchement, en représailles contre la communauté tamoule, de pogroms connus sous le nom de pogrom du juillet noir (Black July Pogrom). Les violences (meurtres, pillages, incendies, viols), provoquées par des groupes de civils cinghalais, s'étendent aux principales villes sri-lankaises majoritairement cinghalaises. Le gouvernement impose un couvre-feu, mais il ne met un terme aux violences qu'après la visite du ministre indien des Affaires étrangères, Narasimha Rao, mandaté par Indira Gandhi, le 28 juillet.
Bien que les pogroms aient été déclenchés par des réactions spontanées de civils cinghalais, le rôle du gouvernement dans ce drame a été trouble. Des témoins ont ainsi affirmé que des membres de l'United National Party (UNP), parti de la majorité gouvernementale, étaient impliqués dans l'organisation des émeutes. De plus, lors du déroulement de ces violences, la police et l'armée, dominées par les Cinghalais, n'ont pas agi pour les faire cesser. De nombreux témoignages visuels tendent à conclure à une préparation minutieuse des pillages et des meurtres commis de sang froid. Des émeutiers, à Colombo, se servirent des listes électorales pour trouver leurs victimes tamoules. D'autres furent conduites sur les lieux des exactions par des bus appartenant à l'État. Cette implication du gouvernement a été interprétée comme la volonté de son aile dure de « donner une leçon » à la minorité tamoule. Le président de l'époque, Junius Richard Jayawardene, aurait également couvert ces actions.
Diverses ONG et agences internationales ont estimé qu'entre 1 000 et 3 000 Tamouls avaient été tués durant ces émeutes. Plus de 18 000 maisons et commerces ont été détruits. Des centaines de milliers de Tamouls ont fui leur pays pour l'Inde ou la diaspora en Europe, Australie ou au Canada. Des milliers de jeunes Tamouls ont rejoint les rangs des LTTE. Bien qu'une commission présidentielle ait, à la fin des années 1990, conclu à l'assassinat de 1 000 Tamouls, aucune procédure judiciaire n'a depuis été engagée.

### Le début des combats
Le pogrom du juillet noir est ordinairement considéré comme le commencement de la guerre civile au Sri Lanka. En 1985, des négociations entre des représentants tamouls et le gouvernement échouent.
En 1987, le conflit s'intensifie. L'armée gouvernementale accule les combattants des LTTE dans la péninsule de Jaffna, principale ville majoritairement tamoule, au nord de l'île. En avril 1987, les deux forces engagées lancent l'une contre l'autre une série d'opérations particulièrement sanglantes. En juillet 1987, les LTTE lancent leur premier attentat-suicide : un combattant tamoul conduit un camion piégé dans l'enceinte d'un camp de l'armée sri-lankaise, et tue quarante soldats dans l'explosion.
Initialement, plusieurs groupes de combattants tamouls coexistaient. Les LTTE étaient partisans d'une stratégie comme celle de l'OLP, à savoir une organisation unitaire pour combattre l'armée gouvernementale. Progressivement, les LTTE ont absorbé ou éliminé les autres groupes militants tamouls. En conséquence, plusieurs organisations tamoules furent obligées de couper tout contact avec le gouvernement sri-lankais, tandis que des partis politiques tamouls légaux restèrent opposés à la vision des LTTE d'un Eelam tamoul indépendant. Des violences et des meurtres entre Tamouls ont résulté de ces oppositions.
Lorsque les membres du LTTE se font arrêter par l'armée gouvernementale, leur devoir est de se suicider en déclenchant une bombe ou en avalant du cyanure pour ne pas révéler des informations.
Le gouvernement sri-lankais fait appel à des mercenaires britanniques, généralement d'anciens membres des forces spéciales, pour réprimer les rebelles tamouls. Ces mercenaires sont notamment chargés de piloter des hélicoptères lors de missions de combat, mais se livrent aussi à des exactions. Le journaliste britannique Phil Miller, auteur d'une enquête sur le mercenariat indique : « Entre août 1985 et mai 1986, les prêtres locaux ont enregistré au moins 50 attaques d'hélicoptères. Il s'agissait de méthodes de guerre aussi sinistres que : lancer de l'acide depuis un hélicoptère ; abattre un enfant d'un an bercé dans les bras de sa mère, qui a elle-même perdu un œil ; brûler des maisons et détruire des fermes et du bétail ; tuer un boulanger et un prêtre ; et tirer sur les personnes qui tentaient de mettre un cadavre dans une camionnette. Ces actions ont provoqué la fuite de centaines de personnes et perturbé l'éducation de milliers d'étudiants. »

## L'implication de l'Inde (1987-1990)
L'Inde s'est impliquée dans le conflit dans les années 1980 pour plusieurs raisons : le désir de ses dirigeants d'affirmer le statut de puissance régionale de leur pays, les inquiétudes vis-à-vis des volontés indépendantistes des Tamouls de l'Inde, parallèlement aux inquiétudes vis-à-vis de la situation des Tamouls du Sri Lanka. La sympathie envers ces derniers est particulièrement forte dans l'État indien du Tamil Nadu, en raison de l'appartenance ethnique commune.
Dans les années 1980, le gouvernement fédéral indien et le gouvernement du Tamil Nadu ont soutenu, de différentes manières et alternativement, les deux parties du conflit. Il est cependant largement admis que l'Inde a apporté un appui financier au LTTE et accueilli sur son sol des camps d'entraînement pour ses combattants.

### Air Lanka vol 512
Le 3 mai 1986: Air Lanka vol 512 était un Lockheed L-1011 Tristar, qui était arrivé à l'Aéroport International Bandaranaike en provenance de Londres (aéroport de Gatwick) via Zurich et Dubaï et était prêt à rejoindre les Maldives, îles de l'Océan Indien, lorsqu'une explosion a déchiré l'avion en deux au moment de l'embarquement. Le vol transportait essentiellement des touristes français, allemands, britanniques et japonais. 21 personnes ont été tuées dans l'avion dont 13 étrangers — deux Britanniques, 2 Allemands, 3 Français, 2 Japonais, un Maldivien et un Pakistanais — et blessant 41 autres personnes.
Le gouvernement accuse le LTTE   et que la bombe avait été posée par ces derniers afin de saboter les pourparlers de paix. Cependant aucune preuve concrète a été rapporté sur l'implication des LTTE concernant cet attentat.

### L'Indian Peace-Keeping Force
En 1987, l'Indian Air Force parachute des rations alimentaires sur Jaffna, alors assiégée par l'armée sri-lankaise. Un accord est signé le 29 juillet entre le Premier ministre indien Rajiv Gandhi et le Premier ministre sri-lankais Junius Richard Jayawardene. Cet accord prévoit que le gouvernement du Sri Lanka fasse des concessions aux revendications tamoules, ce qui implique une décentralisation en faveur des provinces, un référendum sur le futur statut des provinces de l'Est et du Nord du Sri Lanka et un statut officiel accordé à la langue tamoule (qui a été par la suite inscrit dans le 13e amendement de la Constitution sri-lankaise).
Le gouvernement indien accepte de rétablir l'ordre dans le Nord et l'Est du Sri Lanka, par l'intermédiaire d'une force d'intervention, l'Indian Peace Keeping Force (IPKF), et d'aider les insurgés tamouls. Les LTTE, bien qu'initialement réticents, acceptent de rendre leurs armes à l'IPKF. Le gouvernement sri-lankais doit faire face dans le même temps à une révolte dans le Sud, organisée par le parti marxiste Janatha Vimukthi Peramuna (JVP). Il demande à l'Inde d'intervenir militairement, immédiatement après la signature de l'accord entre les deux Premiers ministres. L'IPKF est chargée de faire respecter la cessation des combats et de désarmer les groupes tamouls rebelles. Parallèlement, l'armée sri-lankaise déplace ses troupes du nord vers le sud et mate la rébellion du JVP.
Peu de concessions incluses dans l'accord indo-sri-lankais sont respectées. Lorsque les combattants des LTTE refusent de déposer les armes, l'IPKF essaye de les y contraindre par la force, ce qui conduit à un conflit avec les Tamouls qu'elle était censée initialement protéger. Les troupes indiennes sont accusées d'atteintes aux droits de l'homme et font face à une hostilité croissante de la population tamoule. De leur côté, les nationalistes cinghalais sont opposés à la présence prolongée de l'armée indienne sur le sol sri-lankais.
Cette situation amène le gouvernement sri-lankais à demander le départ des troupes indiennes. Dans le même temps, il engage des négociations avec les LTTE, au point d'arriver avec eux à un accord de cessez-le-feu. Malgré cela, les LTTE et l'IPKF continuent à s'affronter, et, selon certains rapports, les gouvernements sri-lankais ont paradoxalement aidé les rebelles à se fournir des armes (jusqu'en 1987, l'Inde était le principal fournisseur), afin de précipiter le départ de l'IPKF. Constatant l'accumulation de pertes dans les rangs de son armée avec un total de 1 100 morts, le gouvernement indien décide d'évacuer ses troupes du Sri Lanka en mars 1990.

## Guerre de l'Eelam II (1990-1995)

### L'assassinat de Rajiv Gandhi
Le soutien de l'Inde aux combattants indépendantistes est définitivement abandonné en 1991, après l'assassinat de l'ex-Premier ministre Rajiv Gandhi par une Tamoule, probablement combattante des LTTE, lors d'un attentat-suicide dans un meeting électoral. La presse indienne a affirmé que le chef des LTTE, Velupillai Prabhakaran, avait décidé d'éliminer Rajiv Gandhi, qui était en voie de remporter les élections générales indiennes, car il craignait que ce dernier, une fois revenu au pouvoir, ne redéploie l'IPKF au Sri Lanka.
En 1998, un tribunal indien a jugé les LTTE et son chef Prabakharan responsables de cet assassinat. En 2006, dans un entretien, Anton Balasingham, idéologue des LTTE, regrette cet assassinat mais refuse de reconnaître la responsabilité des Tigres tamouls. Le gouvernement indien reste un observateur du processus de paix en cours, et demande régulièrement l'extradition de Velupillai Prabhakaran.

### La poursuite de la guerre dans les années 1990

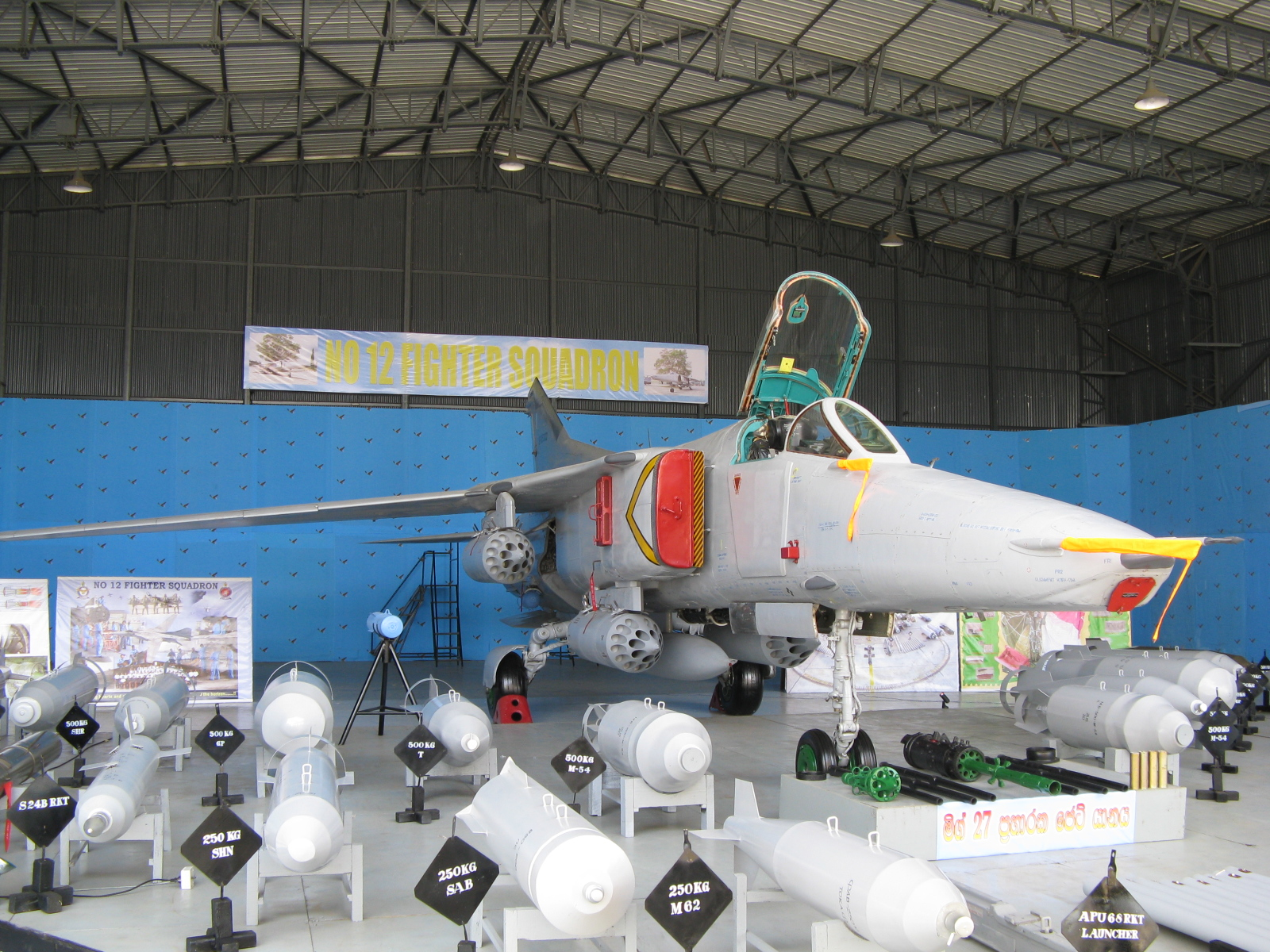
MiG-27 de l'aviation sri-lankaise en 2011 avec son armement.

Logo des Tigres tamouls (LTTE).

Durant les années 1980 et 1990, les gouvernements sri-lankais successifs révoquent certaines des mesures discriminatoires. Le tamoul est reconnu par l'État comme une langue officielle du Sri Lanka. Des représentants des communautés cinghalaises et maures (musulmans, plus de 7 % de la population), prétendent aujourd'hui avoir été victimes de discriminations par effet de balancier, ce que nient les représentants tamouls, qui estiment que ces changements de politique étaient le minimum concevable et sont intervenus trop tardivement.

### L'escalade de la violence
Avec le retrait de l'IPKF, les LTTE ont pris le contrôle de vastes zones dans le nord de l'île, où ils ont établi une administration se substituant à celle du gouvernement. En 1990, il est question d'un cessez-le-feu, alors que les LTTE sont occupés à éliminer des groupes tamouls rivaux et que le gouvernement doit faire face à une nouvelle révolte instiguée par le JVP. Dès que les LTTE et l'armée gouvernementale ont consolidé leurs bases, ils rompent le cessez-le-feu et s'affrontent à nouveau. Le gouvernement, soutenu sur le plan diplomatique et matériel par la République populaire de Chine depuis les années 1980 à la suite d'un embargo sur les armes de l'Occident lance une offensive pour reprendre Jaffna.
Cette phase de la guerre, surnommée Eelam War II, est marquée par une violence sans précédent. Le gouvernement place la péninsule de Jaffna sous embargo, bloquant l'entrée de vivres et de médicaments. L'armée de l'air du Sri Lanka bombarde implacablement cette zone, attaquant des bâtiments civils, dont des écoles, des hôpitaux, des églises et des temples. De jeunes Tamouls suspectés d'être des rebelles sont sommairement exécutés. Les LTTE répliquent en attaquant des villages cinghalais ou maures, et en y massacrant les habitants. Le gouvernement arme alors des milices musulmanes pour qu'elles puissent se venger sur des villages tamouls. Les LTTE expulsent les musulmans de Jaffna. La vue de cadavres brûlant sur le bord des routes devient commune dans le Nord et l'Est de l'île. Dans tout le pays, des escadrons de la mort capturent et assassinent des Cinghalais ou des Tamouls suspectés d'être des sympathisants du JVP ou des LTTE.
La plus grande bataille de la guerre se déroule en juillet 1991, quand la base militaire sri-lankaise de l'Elephant Pass, qui contrôle l'accès à la péninsule de Jaffna, est encerclée par 5 000 combattants des LTTE. Plus de 2 000 tués sont à déplorer de part et d'autre durant ce siège d'un mois, avant qu'une force de 10 000 soldats ne vienne renforcer les troupes gouvernementales.
En février 1992, une nouvelle série d'offensives gouvernementales échoue dans la tentative de conquête de Jaffna. En mai 1993, le président sri-lankais, Ranasinghe Premadasa, est tué par le LTTE dans un attentat-suicide.

## Guerre de l'Eelam III (1995-2002)

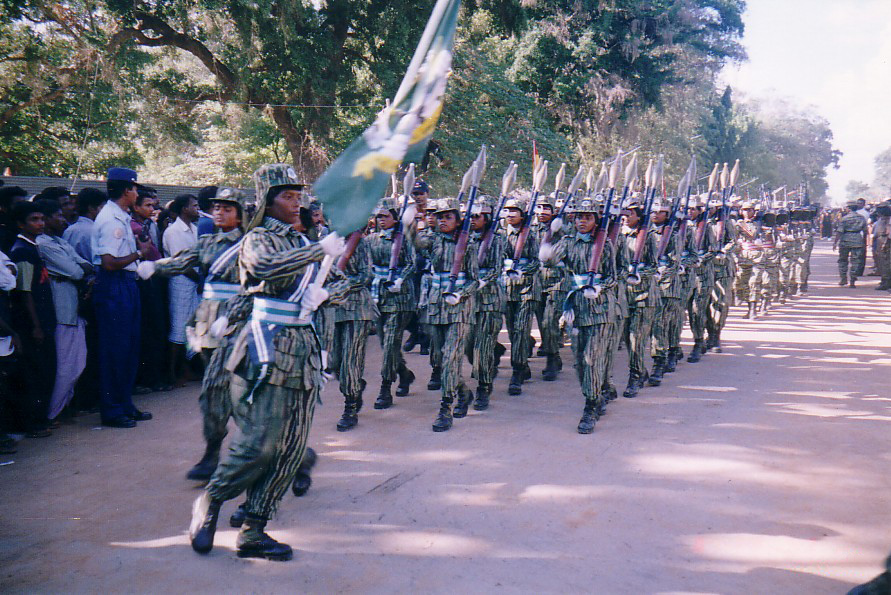
Défilé d'une unité féminine des Tigres tamouls en 2002. Ces femmes sont équipés de RPG-7.

Lors des élections législatives de 1994, l'United National Party (UNP), parti cinghalais au pouvoir, est vaincu. Suscitant de grands espoirs, le Sri Lanka Freedom Party (SLFP) prend la tête du gouvernement avec un programme de paix. Un cessez-le-feu est obtenu en janvier 1995, mais les négociations qui s'ensuivent restent sans lendemain. Les LTTE brisent le cessez-le-feu en avril. C'est une nouvelle phase de la guerre, Eelam War III, qui commence.
Le nouveau gouvernement s'engage alors dans une stratégie de « guerre pour la paix ». Déterminé à reprendre Jaffna, il envoie des troupes supplémentaires dans la péninsule. Plusieurs parties de la ville sont réduites en ruines par l'armée gouvernementale, qui s'attaque encore une fois aux bâtiments civils, pour y déloger les combattants rebelles. Les pertes civiles ont été en conséquence particulièrement élevées. En décembre 1995, l'armée gouvernementale parvient à prendre le contrôle de Jaffna, ce qui n'était plus arrivé depuis près de dix ans. Les LTTE et plus de 400 000 civils s'enfuient dans la région de Vanni, à l'intérieur des terres. La plupart de ces réfugiés sont retournés à Jaffna dans l'année qui a suivi. En juillet 1996, les Tigres tamouls remportent une bataille à Mullaitivu.
Le gouvernement lance une nouvelle offensive en août 1996. Ces combats provoquent le départ de 200 000 réfugiés. La ville de Kilinochchi est conquise fin septembre. En mai 1997, 20 000 soldats gouvernementaux essaient d'organiser une ligne de ravitaillement vers Jaffna à travers la zone de Vanni contrôlée par les LTTE, mais ils échouent. Dans le cadre de ces opérations, des civils sont régulièrement tués par chaque camp.
En mars 1999, lors de l'Opération Rana Gosa, l'armée gouvernementale envahit le district de Vanni par le sud, conquiert quelques territoires, mais ne parvient pas à déloger les LTTE de la région. Ceux-ci lancent à leur tour une offensive avec l'opération Unceasing Waves (« vagues incessantes »), en novembre 1999. Ils reprennent le contrôle de l'ensemble de la région de Vanni, à la suite de 17 attaques, au cours desquelles des milliers de morts sont à déplorer. Les combattants rebelles avancent vers Elephant's pass et Jaffna, à Kilinochchi, coupant définitivement les forces sri-lankaises dans la péninsule de tout ravitaillement par la terre.
En avril 2000, les LTTE lancent une nouvelle offensive, en direction du Nord, et attaquent l'Elephant Pass où sont regroupés 17 000 soldats sri-lankais. Le 22 avril, ils prennent le contrôle de cette zone stratégique qui coupait la péninsule de Jaffna du district de Vanni depuis 17 ans.
Les LTTE instaurent unilatéralement un cessez-le-feu, en décembre 2000. Ils le rompent le 24 avril 2001. L'armée gouvernementale lance alors l'opération Agni Khiela, tentant de reprendre, sans succès, le Sud de la péninsule de Jaffna.

### Guérilla maritime

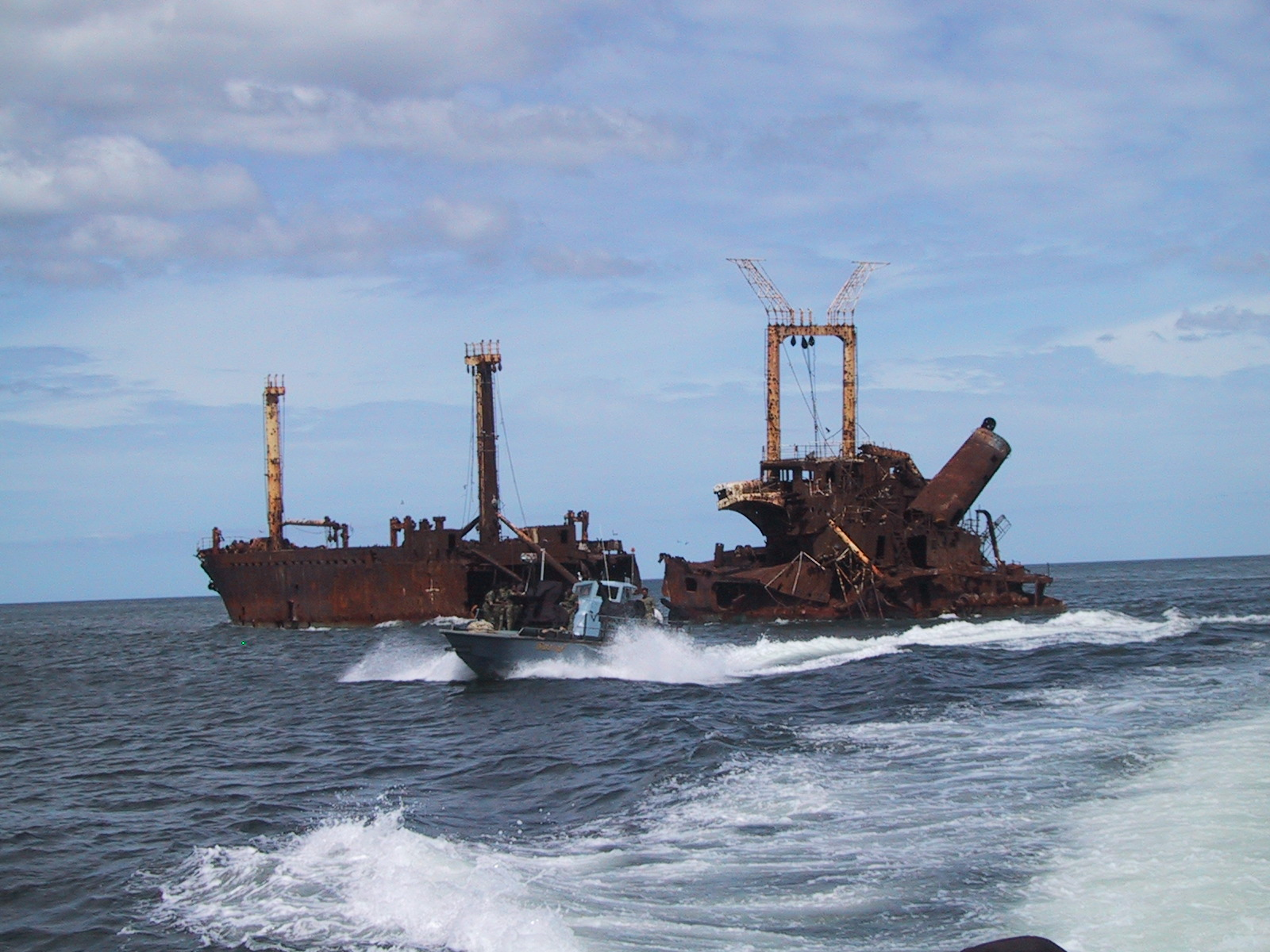
Vedette des Sea Tigers devant un navire détruit en 2003.

Cette guerre civile est l'une des rares où la guérilla possède une marine de guerre ; cette branche est nommée « Tigres des mers » (Sea Tigers), et les batailles navales ont eu lieu assez régulièrement avec la marine srilankaise pour le contrôle des voies d'approvisionnement de l'île dans le détroit de Palk.
Elle a possédé plusieurs centaines de vedettes rapides en fibre de verre équipées de mitrailleuses et de lance-roquettes, elle permettait de mettre en place et de ravitailler les groupes de combat ; elles servent aussi à harceler la marine sri-lankaise.
Les Tigres des mers ont longtemps possédé des installations portuaires bien adaptées, de petits chantiers navals ainsi que des radars mobiles.
De septembre 2006 à octobre 2007, la marine sri-lankaise coule en haute mer les 8 navires-dépôts constituant la base arrière logistique du mouvement. Cette destruction a marqué le véritable tournant de cette guerre. Dépendant de la mer en raison de l’insularité du pays, les Tigres tamoul perdent leurs capacités d’approvisionnement. Cela se traduit par l’affaiblissement rapide de leur flotte armée, privée de la logistique indispensable et incapable de poursuivre une course à la supériorité technologique ; puis la prise de contrôle progressive de la mer par la marine sri-lankaise ; et enfin la défaite des forces terrestres du LTTE en raison de la pénurie en vivres, armes et munitions.
Le LTTE est également la première guérilla à avoir développé des submersibles, bien que leur utilisation au combat ne semble pas avoir été constatée.
| Bataille navale                    | Date(s)              | Lieu                                  | Résumé                                                    |
| ---------------------------------- | -------------------- | ------------------------------------- | --------------------------------------------------------- |
| Bataille de Mullaitivu-Chalai      | 16 avril 2001        | Sri Lanka                             | Bataille indécise entre le Sri Lanka et la marine du LTTE |
| Bataille au large de Mullaitivu    | 20 avril 2001        | Sri Lanka                             | Victoire srilankaise sur la marine du LTTE                |
| Combat de l'île de Mannar          | 25 mars 2006         | Sri Lanka                             | Victoire de la marine du LTTE sur le Sri Lanka            |
| Bataille au large de Jaffna (2006) | 11 mai 2006          | Sri Lanka                             | Bataille indécise entre le Sri Lanka et la marine du LTTE |
| Bataille de Pesalai-Thalaimannar   | 17 juin 2006         | Sri Lanka                             | Bataille indécise entre le Sri Lanka et la marine du LTTE |
| Bataille du lagon de Kalpitya      | 28 juin 2006         | Sri Lanka                             | Victoire de la marine du LTTE sur le Sri Lanka            |
| Bataille au large de Pulmoddai     | 24-25 septembre 2006 | Sri Lanka                             | Victoire srilankaise sur la marine du LTTE                |
| Combat de Colombo                  | 27 janvier 2007      | devant Colombo, Sri Lanka             | Victoire srilankaise sur la marine du LTTE                |
| Bataille au large de Jaffna (2007) | 26 décembre 2007     | Sri Lanka                             | Victoire srilankaise sur la marine du LTTE                |
| Bataille de Kallarawa (en)         | 25 mars 2008         | au large de Kallarawa (en), Sri Lanka | Victoire srilankaise sur la marine du LTTE                |
| Bataille de Point Pedro            | 28 décembre 2008     | au large de Point Pedro, Sri Lanka    | Victoire srilankaise sur la marine du LTTE                |

### La série des attentats-suicides
Les attentats-suicides et les bombes à retardement des LTTE explosent à de nombreuses reprises dans les villes, les bâtiments gouvernementaux, les transports publics, tuant des centaines de civils. En janvier 1996, les Tigres tamouls commettent leur plus sanglantes attaques-suicides, dans la Banque centrale de Colombo, tuant 90 personnes et en blessant 1 400. En octobre 1997, ils ciblent le centre des affaires, dans la capitale, et en janvier 1998, un camion piégé endommage le Sri Dalada Maligawa à Kandy, l'un des temples bouddhistes les plus sacrés au monde.
En réponse à ces attentats, le gouvernement sri-lankais déclare les LTTE hors-la-loi et incite d'autre gouvernements étrangers à faire de même. L'Inde l'avait déjà fait en 1992, les États-Unis listent les LTTE comme organisation terroriste en 1997, avant le Royaume-Uni en 2000. Ces proscriptions rendent plus difficile pour les Tigres tamouls la récolte de fonds pour leurs activités.
En décembre 1999, les LTTE essaient de tuer la présidente sri-lankaise Chandrika Kumaratunga. Celle-ci perd un œil dans l'explosion.
En juillet 2001, les LTTE commettent une attaque-suicide contre l'aéroport international Bandaranaike. Ils détruisent huit avions des forces aériennes sri-lankaises et quatre avions de la Sri Lankan Airlines, portant ainsi un coup sévère à l'industrie touristique.
Plusieurs attentats à la bombe touchent régulièrement le pays depuis le début du conflit,.

## Tentatives de paix
En 2000, des ONG ont estimé que la population déplacée dans le Sri Lanka s'élevait à plus d'un million de personnes, vivant dans des camps ou sans-abris.
Un important mouvement en faveur de la paix s'est développé dans les années 1990. Il se traduit par des conférences, des médiations et de nombreux efforts pour tisser des liens entre les deux communautés.
Dès février 2000, la Norvège est sollicitée en tant que médiateur entre les belligérants mais ses efforts échouent.

## Guerre de l'Eelam IV (2006-2009) et défaite du LTTE

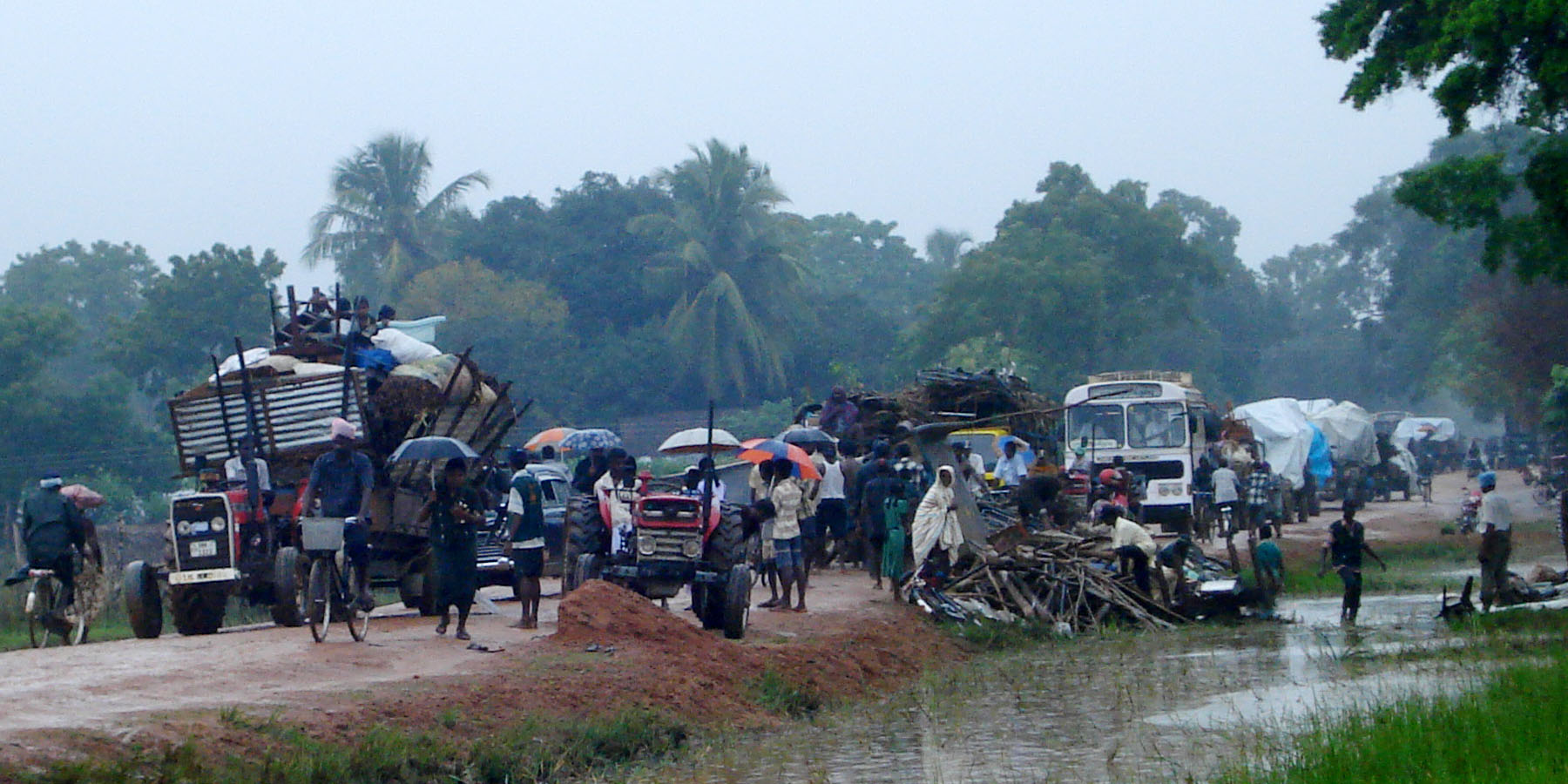
Convoi de réfugiés le 9 janvier 2009.

Le gouvernement, pour reprendre l'initiative, augmente le budget de la Défense (5 % du produit national brut soit environ un milliard d'euros) et les effectifs de son armée (500 % d'augmentation entre 1985 et 2005) et achète des armements principalement à des États non-occidentaux dont principalement la République populaire de Chine, l'Ukraine, le Pakistan, l'Iran et la Libye.
On compte 460 000 déplacés internes en 2007 à la suite des combats.
Le 6 août 2006, 17 travailleurs humanitaires d’Action contre la faim (ACF), tous d’origine tamoule, étaient découverts abattus d’une balle dans la tête sur leur base de Muttur, à l’est. Cela constitue l’un des plus importants assassinats de personnels humanitaires. En 2015, pour la première fois, un rapport de l'ONU désigne les forces gouvernementales comme responsables de ces meurtres.
De puissantes offensives gouvernementale depuis 2007 ont fait reculer la rébellion qui contrôlait en 2005 la côte ouest de l'île à une zone circonscrite dans le Nord fin 2008,,. Le 2 janvier 2009, l'armée sri-lankaise lors de la bataille de Kilinochchi parvient à s'emparer de Kilinochchi, la « capitale » des rebelles des Tigres tamouls.
Le 25 janvier 2009, 50 000 militaires de l'armée srilankaise ont pris le contrôle de Mullaitivu après des combats contre 2 000 tigres tamouls qui le 24 janvier avaient fait sauter un barrage pour tenter de les ralentir. Il s'agissait de la dernière ville aux mains des indépendantistes et les insurgés sont, selon l'armée gouvernementale, dorénavant confinés dans la jungle sur un territoire de 20 km de long sur 15 km de large.
Les organisations humanitaires internationales s'inquiètent à cette date du sort de 150 000 à 300 000 civils coincés dans la région de Mullaittivu et que les Tigres utiliseraient comme boucliers humains.
Malgré quelques coups d'éclat comme un nouveau bombardement aérien à partir de deux avions légers de Colombo, le 23 février 2009, le LTTE demande un cessez-le-feu rejeté par le gouvernement dont les forces investissent la dernière localité aux mains de la guérilla le 24 février.
Au 25 avril 2009, le LTTE est retranché dans une zone de 13 km2 à Puttumatalan, étroite bande côtière du district de Mullaithivu encerclé par l'armée srilankaise  mais la présence de dizaines de milliers de civils complique la situation humanitaire.
Certains estiment à cette date à 50 000 le nombre de personnes bloquées dans la zone des combats demeurant jusqu'alors hors d'atteinte et 100 000 autres qui ont réussi à atteindre des camps de réfugiés. Selon l'ONU, plus de 6 500 civils ont probablement déjà été tués et 14 000 blessés depuis le début de l'année 2009 dans les combats.
Le 16 mai 2009, le LTTE perd son accès à la mer, vital pour son approvisionnement, et dépose les armes le lendemain. Plus de 250 dirigeants et cadres du LTTE ont été tués dans ces derniers combats sur les plages de Mullaitivu.
Le 18 mai, Velupillai Prabhakaran, dirigeant historique du LTTE, est tué par l'armée gouvernementale mais les sites proches du LTTE annoncent qu'il est toujours vivant et ne reconnaissent son décès que le 24 mai 2009.
Au 19 mai 2009, 265 000 personnes déplacées sont enregistrées dans des camps selon le Haut Commissariat des Nations unies pour les réfugiés.
Au 30 mai 2009, les chiffres des pertes civiles dans la dernière bataille ont été déclarés sous-estimés par l'ONU et le chiffre de 20 000 morts est avancé dans la presse ; John Holmes, secrétaire général adjoint des Nations unies chargé des affaires humanitaires, déclare que l'on ne saura sans doute jamais combien de civils ont péri dans les derniers affrontements.
Le 25 avril 2011, des experts de l'ONU ont déclaré qu'« un bilan de 40 000 civils tués ne peut pas être écarté ».

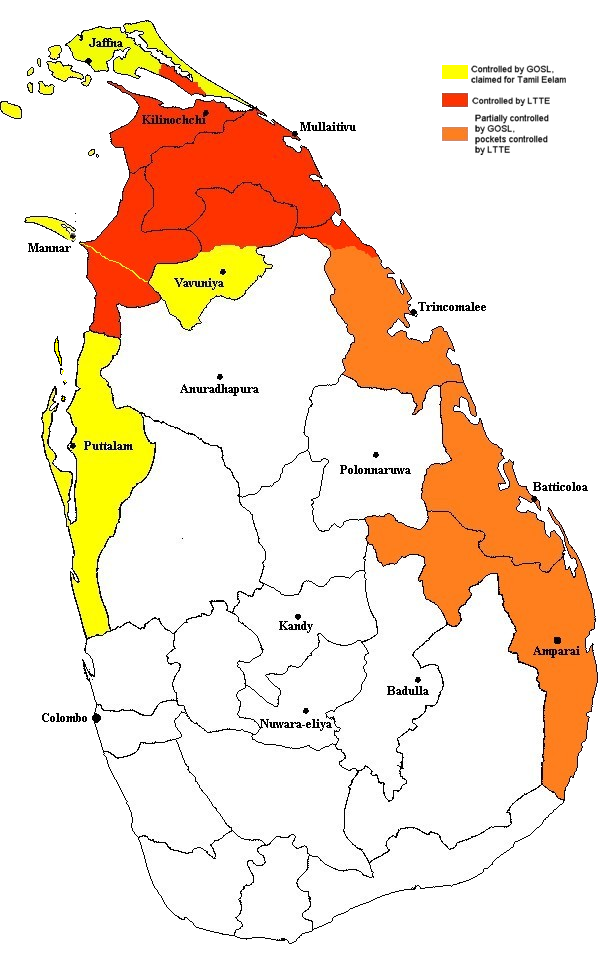
Situation en décembre 2005. En rouge, zones contrôlées par les LTTE. En orange, zones contrôlées par le gouvernement avec des poches contrôlées par les LTTE. En jaune, zones contrôlées par le gouvernement et revendiquées par les LTTE pour un État tamoul indépendant.
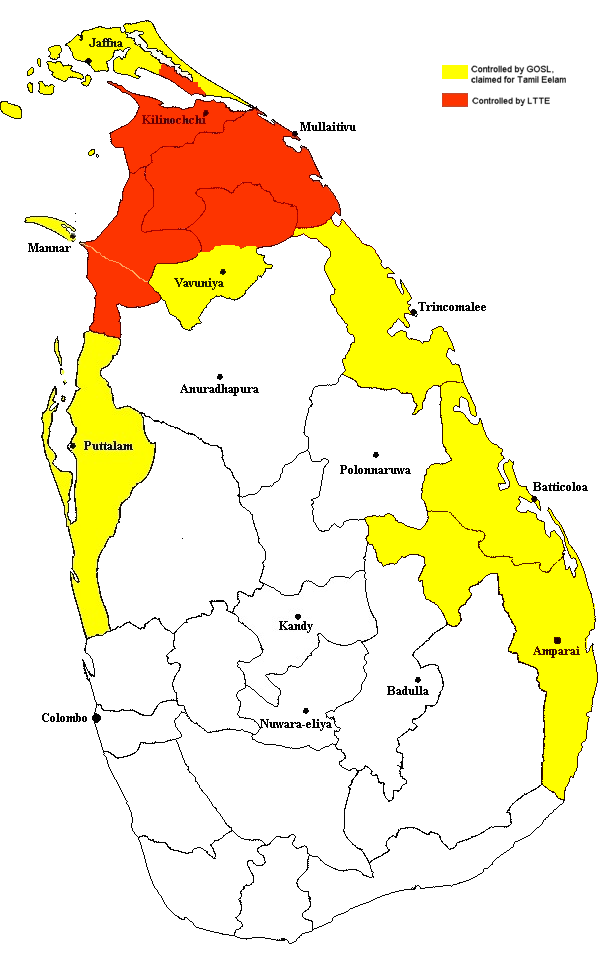
Situation territoriale en juillet 2007.
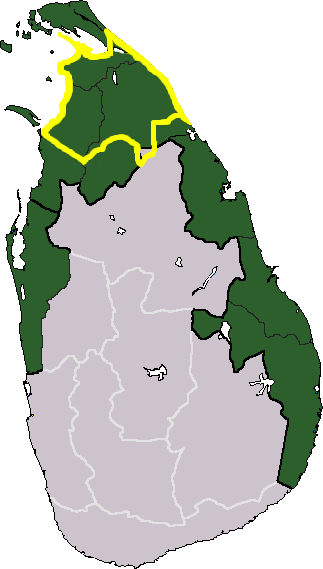
Zone revendiquée (en vert) par les Tigres tamouls et territoire contrôlé de fait (limites approximatives en jaune) au moment du lancement de l'offensive gouvernementale de 2008-2009[35],[36].

## Les femmes dans le conflit

### Dans le LTTE
On estime que les femmes représentaient environ un tiers de l'effectif total des kamikazes du LTTE, une des multiples raisons serait que les femmes sont les principales victimes de la guerre à cause des violences, viols… Le LTTE propose donc une protection à ces femmes. Une autre hypothèse voudrait que les femmes s'engagent dans cette organisation pour échapper à la tradition tamoule (femme inférieure à l'homme, dot, mariage) et ainsi devenir plus indépendantes. Parfois le recrutement n'était pas volontaire et le seul moyen d'échapper a cette forme de recrutement était d'être mariée, car l'organisation se refusait à enrôler des personnes mariées, ce qui a entraîné des mariages jeunes et forcés.
Au sein du LTTE il n'y a pas de différence entre sexes : tous sont soumis aux mêmes entraînements.

### Pendant la guerre civile
Les femmes ont été victimes de violences sexuelles commises par l'armée : viols qui auraient été encouragés par les responsables. Des Sri-Lankais membres des forces gouvernementales et même des fonctionnaires auraient commis des violences sexuelles dans le cadre de détention dans des locaux de police et militaires lors de contrôle et ainsi que lors d'opérations militaires mais il est difficile d'obtenir de vraies données en raison de la complicité ou à défaut de l'indifférence de l'État à ces pratiques. Dans les camps de réfugiés, l'armée a perpétré des violences sexuelles sur les femmes qui n'avaient pas de présence masculine avec elles, en promettant de l'aide mais seulement si ces femmes ne dénonçaient pas ces violences.
Ces viols ont encore de l'importance même après la fin de la guerre civile car les femmes violées sont blâmées, stigmatisées. À cause de ce fait, certaines femmes ne peuvent se marier.
De plus, après le conflit, les violences ont tendance à augmenter (principalement dans les prisons et dans le Nord du pays) et notamment à l'encontre des anciennes membres du LTTE. En effet harcèlement, arrestations sans preuves, emprisonnement sont encore ordinaires.

## Migrations
La répression dont étaient victimes les Tamouls a entraîné l'exil de ces populations qui ne voulaient ni de l'armée gouvernementale ni des organisations comme le LTTE. La répression dans les années 1970/1980 a donné lieu à une autre vague de migration, cependant moins importante que la première.
Lorsque éclate le conflit en 1983, les violences contre les Tamouls au nord engendrent un exode en direction de l'Inde, et de l'Occident. Dans ces années de nombreux Tamouls suspectés d'appartenir aux organisations contre le gouvernement fuient le pays par peur de la répression. La migration est également un moyen de fuir les recrutements forcés du LTTE.
Petit à petit la migration devient contrôlée par des agences qui s'occupent de fournir un vol et une adresse aux futurs migrants. Pendant ce temps le LTTE repérait et imposait une taxe à tous ceux qui voulaient partir.
Une migration organisée de ce type pouvait coûter jusqu'à un équivalent de 10 000 euros, somme impossible à réunir pour les familles les plus modestes, c'est pourquoi pour pouvoir payer cette somme les familles devaient s'endetter ou travailler pour des trafiquants.
En France, en 2011, les Sri-Lankais représentaient la majeure partie des demandeurs d'asile du continent asiatique et notamment dans la région Île-de-France, et ce depuis 1983, bien que la plupart des réfugiés s'arrêtant en France ont l'Angleterre pour objectif car les deux pays sont liés historiquement. L’Inde (par sa proximité géographique et culturelle pour les Tamouls) reste le pays le plus demandé par les réfugiés.

## Bilan de la guerre
La guerre civile du Sri Lanka a été très coûteuse en vies humaines, tuant plus de 100 000 personnes dont 27 639 Tigres tamouls, 21 066 soldats sri-lankais, 1 000 policiers sri-lankais, 1 500 soldats indiens et des dizaines de milliers de civils, principalement tamouls. Du 20 janvier au 31 mars 2009, 78 % des morts civiles ont eu lieu dans la zone de cessez-le-feu principalement composés de Tamouls. Le gouvernement rejette l'appel du cessez-le-feu et décime des centaines de personnes par jour pendant plusieurs mois. On compte au total entre 40 000 et 70 000 morts.
Le ministre de la Défense, Gotabhaya Rajapaksa, a déclaré lors d'un entretien à la télévision d'État que 23 790 soldats gouvernementaux sri-lankais ont été tués depuis 1981 (il n'est pas précisé si la police ou d'autres forces armées ont été incluses dans ce chiffre). Depuis août 2006 (lors de la reprise de Mavil Aru (en)) jusqu'à la déclaration formelle de la cessation des hostilités le 18 mai 2009, 6 261 soldats sri-lankais ont été tués et 29 551 ont été blessés. [réf. nécessaire].
L'ONU estime fin mai 2009 que le conflit a fait au total entre 80 000 et 100 000 victimes.
De février à juin 2009, environ 4 000 personnes blessées par la guerre ont subi des interventions chirurgicales.
Malgré la fin de la guerre, il y a toujours des prisonniers suspectés d'avoir été membres du LTTE, et subissent un mauvais traitement, violence et de torture de la part des policiers. En dépit d'un processus de justice et de réparation, les personnes libres suspectées d'avoir appartenu au LTTE sont elles aussi victimes de torture et de violence.
En 1978 est créée la PTA (Prevention of Terrorism Acts), loi pour la prévention du terrorisme, qui autorise à interroger et détenir des suspects. Elle continue à être utilisée notamment contre les populations tamoules.
Amnesty international rapporte qu'encore aujourd'hui les Tamouls sont victimes de discriminations et que les Musulmans et les Chrétiens sont menacés par les Cinghalais extrémistes.
Un nouveau président est élu le 8 janvier 2015 : Maithripala Sirisena. Il incarne l'espoir d'une réconciliation entre les deux groupes, mais celle-ci est difficile car l'armée gouvernementale occupe toujours des terres au nord du Sri Lanka, comme la zone de Kankesanthurai où l'armée gère un hôtel. C'est pourquoi en 2015, il y a toujours 10 000 Tamouls déplacés, vivant dans des camps de réfugiés.